# Ilidia (Rumunia)
Ilidia – wieś w Rumunii, w okręgu Caraș-Severin, w gminie Ciclova Română. W 2011 roku liczyła 345 mieszkańców. 